# Villeneuve-les-Bordes
Villeneuve-les-Bordes település Franciaországban, Seine-et-Marne megyében. Lakosainak száma 614 fő (2022. január 1.). Villeneuve-les-Bordes La Chapelle-Rablais, Coutençon, Fontains, Gurcy-le-Châtel, Meigneux, Montigny-Lencoup és Rampillon községekkel határos.

## Népesség
A település népessége az elmúlt években az alábbi módon változott:
| Lakosok száma | 604  | 605  | 619  | 612  | 611  | 610  | 615  | 616  | 614  |
|               | 2013 | 2015 | 2016 | 2017 | 2018 | 2019 | 2020 | 2021 | 2022 |